# Oscar Niemeyer
Oscar Ribeiro de Almeida Niemeyer Soares Filho, brazilski arhitekt, * 15. december 1907, Rio de Janeiro, Brazilija, † 5. december 2012, Rio de Janeiro.
Velja za eno ključnih osebnosti v razvoju moderne arhitekture. Najbolj je znan po projektiranju zgradb za javne ustanove v novozgrajenem mestu Brasilii, ki je postalo brazilska prestolnica leta 1960, in sodelovanju pri izgradnji stavbe sedeža Organizacije združenih narodov v New Yorku. Njegovo eksperimentiranje z možnostmi uporabe armiranega betona je močno vplivalo na arhitekturo poznega 20. in zgodnjega 21. stoletja. Zanj je bila značilna uporaba abstraktnih oblik in krivulj, za katere je dejal, da jih navdihujejo naravne oblike, kot so rečni meandri in krivulje ženskega telesa. Nanj je močno vplival Le Corbusier, s katerim sta sodelovala pri ustvarjanju Brasilie in drugih projektih.
Kljub občasnim kritikam da ustvarja monumente in ne prostora za prebivanje ljudi, je predvsem v svoji domovini veljal za enega najpomembnejših arhitektov svoje generacije. Aktiven je bil praktično do smrti v 105. letu starosti in je v devetdesetletni karieri končal več kot 700 projektov po vsem svetu.

## Življenjepis

### Mladost in izobraževanje
Niemeyer se je rodil v mestu Rio de Janeiro 15. decembra 1907. Praded Oscarja Niemeyerja je bil portugalski priseljenec, ki je bil vnuk nemškega vojaka, ki se je naselil na Portugalskem. Niemeyer je o tem govoril: »moje ime bi moralo biti Oscar Ribeiro de Almeida de Niemeyer Soares ali preprosto Oscar de Almeida Soares, vendar je prevladoval tuji priimek in znan sem preprosto kot Oscar Niemeyer«. Svojo mladost je preživel kot tipičen mladi Carioca tistega časa: boemski in relativno brezbrižen za svojo prihodnost. Leta 1928 je Niemeyer pri 21 letih zapustil šolo (prvotna šola Santo Antonio Maria Zaccaria) in se poročil z Annito Baldo, hčerko italijanskih priseljencev iz Padove.
Svojo strast je nadaljeval na Nacionalni šoli za likovno umetnost v Rio de Janeiru (Escola Nacional de Belas Artes) in leta 1934 diplomiral iz arhitekture.

### Zgodnja kariera
Po diplomi je delal v očetovi tipografski hiši. Čeprav ni bil finančno stabilen, je vztrajal pri delu v arhitekturnem studiu Lúcio Costa, Gregori Warchavchik in Carlos Leão, čeprav mu niso mogli plačati. Niemeyer se jim je pridružil kot risar, umetnost, ki jo je obvladal (Corbusier sam bo kasneje pohvalil Niemeyerjeve "lepe perspektive" ). Stik s Costo bi bil izjemno pomemben za Niemeyerjevo zorenje. Costa je po začetnem spogledovanju z neokolonialnim gibanjem spoznal, da je napredek mednarodnega sloga v Evropi pot naprej za arhitekturo. Njegovi spisi o spoznanjih, ki bi lahko združili brazilsko tradicionalno kolonialno arhitekturo (na primer tisto v Olindi) z modernističnimi načeli, bi bili osnova arhitekture, ki bi jo kasneje spoznali on in njegovi sodobniki, kot je Affonso Eduardo Reidy.
Leta 1936, pri 29 letih, je minister za izobraževanje Gustavo Capanema imenoval Lúcio Costa za oblikovanje novega sedeža ministrstva za izobraževanje in zdravje v Riu de Janeiru. Čeprav je bil Costa odprt za spremembe, ni vedel, kako naprej. Za oblikovanje stavbe je sestavil skupino mladih arhitektov (Carlos Leão, Affonso Eduardo Reidy, Jorge Moreira in Ernani Vasconcellos). Vztrajal je tudi, da je treba kot svetovalca povabiti samega Le Corbusierja. Čeprav Niemeyer sprva ni bil del ekipe, se je Costa strinjal, da ga sprejme, potem ko je Niemeyer vztrajal. V času bivanja Le Corbusierja v Riu je bil imenovan za pomoč mojstru pri njegovih osnutkih, kar mu je omogočilo tesen stik s Švicarji. Po njegovem odhodu so Niemeyerjeve pomembne spremembe v Corbusierjevi shemi navdušile Costa, ki mu je omogočil postopno vodenje projekta, katerega vodenje je prevzel leta 1939.

#### Brazilski modernizem
Ministrstvo za šolstvo je prevzelo nalogo oblikovanja novo homem, Brasileiro e moderno (nov človek, brazilski in sodoben). To je bil prvi modernistični nebotičnik na svetu, ki ga je sponzorirala država, veliko večjega obsega od vsega, kar je do takrat zgradil Le Corbusier. Dokončana leta 1943 , ko je bil star 36 let, je bila stavba, v kateri je bil regulator in upravitelj brazilske kulture in kulturne dediščine je razvil prvine, ki naj bi postale priznane kot brazilski modernizem. Uporabljal je lokalne materiale in tehnike, kot so azulejo, povezano s portugalsko tradicijo; revolucionarni corbusierski brises-soleil, nastavljiv in povezan z mavrskimi senčnimi napravami kolonialne arhitekture; drzne barve; tropski vrtovi Roberta Burleja Marxa; cesarska palma (Roystonea oleracea), znana kot brazilski red; nadaljnje aluzije na ikone brazilske pokrajine in posebej naročena dela brazilskih umetnikov. Nekateri arhitekti to stavbo obravnavajo kot eno najvplivnejših v 20. stoletju. Vzeli so jo kot model, kako združiti nizke in visoke stolpnice.

#### Svetovna razstava v New Yorku 1939
Leta 1939 sta Niemeyer in Costa pri 32 letih oblikovala brazilski paviljon za Svetovno razstavo v New Yorku (izvedeno v sodelovanju s Paulom Lesterjem Wienerjem). V bližini veliko večjega francoskega paviljona je bila brazilska struktura v nasprotju s svojo veliko maso. Costa je pojasnil, da je brazilski paviljon sprejel jezik »milosti in elegance«, lahkotnosti in prostorske fluidnosti, z odprtim tlorisom, krivuljami in prostimi stenami, ki jih je poimenoval »ionske«, v nasprotju z mainstream sodobno modernistično arhitekturo, ki jo je poimenoval »dorska«. Navdušen nad avantgardnim oblikovanjem je župan Fiorello La Guardia Niemeyerju podelil ključe mesta New York.
Leta 1937 je sorodnik povabil Niemeyerja, naj oblikuje vrtec za dobrodelno ustanovo, ki je skrbela za mlade matere Obra do Berço. To je postalo njegovo prvo dokončano delo. Vendar je Niemeyer povedal, da se je njegova arhitektura res začela v Pampulhi, Minas Gerais, in kot je pojasnil v intervjuju, je bila »Pampulha izhodišče te svobodnejše arhitekture, polne krivulj, ki jih imam rad še danes. To je bil pravzaprav začetek Brasilie ....«

### Projekt Pampulha
Leta 1940 je Niemeyer pri 33 letih srečal Juscelina Kubitscheka, ki je bil takrat župan mesta Belo Horizonte, glavnega mesta zvezne države Minas Gerais. Kubitschek je skupaj z guvernerjem zvezne države Beneditom Valadaresom želel razviti novo predmestje severno od mesta, imenovano Pampulha in naročil Niemeyerju, da oblikuje vrsto stavb, ki bodo postale znane kot »arhitekturni kompleks Pampulha«. Kompleks je vključeval igralnico, restavracijo/plesno dvorano, jahtni klub, golf in cerkev, vse pa bi bilo razporejeno okoli novega umetnega jezera. V bližini jezera je bil zgrajen vikend za župana.
Stavbe so bile dokončane leta 1943 in po razstavi Brazil Builds leta 1943 v newyorškem Muzeju moderne umetnosti (MoMA) prejele mednarodno priznanje. Večina stavb prikazuje Niemeyerjev poseben pristop k corbusierskemu jeziku. V igralnici s sorazmerno trdo glavno fasado je Niemeyer odstopil od corbusierskih načel in oblikoval ukrivljene volumne zunaj omejitve racionalne mreže. Prav tako je razširil Corbusierjevo zamisel o promenade architecturale s svojimi načrti za plavajoče rampe, podobne brvi, ki potnikom odpirajo pogled.
Majhna restavracija (Casa do Baile), ki je morda najmanj bourgeois kompleksa, je zgrajena na umetnem otoku in obsega približno okrogel blok, iz katerega prosta oblika postavlja obris otoka. Čeprav je bila prosta oblika uporabljena celo v Corbusierjevi in Miesovi arhitekturi, je bila njena uporaba na zunanjem polju Niemeyerjeva inovacija. Ta aplikacija proste oblike je skupaj s streho metulja, ki se uporablja v jahtnem klubu in Kubitschekovi hiši, od takrat postala izjemno modna.
Cerkev svetega Frančiška Asiškega velja za mojstrovino kompleksa. Ko je bila zgrajena, je bil armiran beton uporabljen na tradicionalne načine, na primer pri konstrukcijah stebrov, tramov in plošč. Auguste Perret v Casablanci in Robert Maillart v Zürichu sta eksperimentirala s plastično svobodo betona in izkoristila geometrijo paraboličnega loka za izdelavo izjemno tankih lupin. Niemeyerjeva odločitev, da uporabi tako ekonomičen pristop, ki temelji na lastni plastičnosti, ki jo dopušča armirani beton, je bila revolucionarna. Po besedah Joaquima Cardosa  je bila združitev stene in strehe v en sam element revolucionarna za spajanje navpičnih in vodoravnih elementov. Razkošje cerkve je prispevalo k integraciji med arhitekturo in umetnostjo. Cerkev pokrivajo Portinarijeve azulejos, stenske ploščice Paula Wernecka. To je pripeljalo do tega, da so cerkev videli kot baročno. Čeprav so nekateri evropski puristi obsodili njen formalizem, je dejstvo, da je bila oblika forme neposredno povezana z logičnim, strukturnim razlogom, stavbo postavilo v 20. stoletje, hkrati pa se ni hotel popolnoma ločiti od preteklosti.
Zaradi svojega pomena v zgodovini arhitekture je bila cerkev prva sodobna stavba na seznamu v Braziliji. To dejstvo ni vplivalo na konservativne cerkvene oblasti v Minas Geraisu, ki so ga zavračale do leta 1959, deloma zaradi nenavadne oblike in deloma zaradi Portinarijeve oltarne slike, ki prikazuje svetega Frančiška kot odrešenika bolnih, ubogih in kar je najpomembneje, grešnika.
Niemeyer je izjavil, da mu je Pampulha ponudila priložnost, da »izpodbija monotonost sodobne arhitekture, val napačno interpretiranega funkcionalizma, ki ga je oviral, in nastale dogme o obliki in funkciji, ki nasprotujejo plastični svobodi, ki jo je uvedel armirani beton. Pritegnila me je krivulja - osvobojena, čutna krivulja, ki jo nakazujejo možnosti nove tehnologije, a tako pogosto spominjajo v častitljivih starih baročnih cerkvah. [...] Namerno sem zanemaril pravi kot in racionalistično arhitekturo, zasnovano z ravnilom in kvadratom, da bi pogumno vstopil v svet krivulj in ravnih linij, ki jih ponuja armirani beton. [...] Ta namerni protest je nastal iz okolja, v katerem sem živel, z belimi plažami, ogromnimi gorami, starimi baročnimi cerkvami in lepimi zagorelimi ženskami.« 
Izkušnje so zaznamovale tudi prvo sodelovanje med Niemeyerjem in Robertom Burlejem Marxom, ki velja za najpomembnejšega sodobnega krajinskega arhitekta. V naslednjih 10 letih bi bili partnerji pri številnih projektih.

### 1940-ta in 1950-ta
Z uspehom Pampulhe in razstave Brazil Builds je Niemeyer dosegel mednarodno priznanje. Njegova arhitektura je dodatno razvila brazilski slog, ki sta ga vpeljala cerkev svetega Frančiška Asiškega in v manjši meri (zaradi primarnega corbusierskega jezika) stavba ministrstva. Dela tega obdobja prikazujejo tradicionalno modernistično metodo, v kateri oblika sledi funkciji, vendar je Niemeyer (in drugi brazilski arhitekti) ravnanje z obsegom, deležem in programom omogočilo reševanje kompleksnih problemov s preprostimi in inteligentnimi načrti. Stamo Papadaki je v svoji monografiji o Niemeyerju omenil prostorsko svobodo, ki je značilna za njegovo delo. Sedež Banco Boavista, odprt leta 1948, kaže tak pristop. Ob obravnavi tipičnega mestnega območja je Niemeyer sprejel ustvarjalne rešitve za oživitev sicer monolitne stolpnice in tako izpodbijal prevladujočo trdnost, ki je bila norma za bančne stavbe.  Zastekljena južna fasada (z najmanj izolacije) odseva cerkev Candelária iz 19. stoletja, ki prikazuje Niemeyerjevo občutljivost za okolico in starejšo arhitekturo. Tako stroge zasnove visokih stolpnic v urbanih omrežjih lahko opazimo tudi v Edifício Montreal (1951–1954), Edifício Triângulo (1955) in Edifício Sede do Banco Mineiro da Produção.
Leta 1947 se je Niemeyer vrnil v New York, da bi združil mednarodno skupino, ki je delala na zasnovi sedeža Združenih narodov. Niemeyerjevo shemo 32 je odobril odbor za oblikovanje, vendar je na koncu popustil pritisku Le Corbusierja in skupaj sta predložila projekt 23/32 (razvit z Bodianskyjem in Weissmannom), ki je združeval elemente iz Niemeyerjeve in Le Corbusierjeve sheme. Kljub vztrajanju Le Corbusierja, naj ostane vpleten, sta oblikovanje nadaljevala direktor za načrtovanje Wallace Harrison in Max Abramovitz, takrat partnerstvo.

#### Tremaine House (nezgrajena)
To bivanje v Združenih državah je omogočilo tudi stik v zvezi z neizgrajenim hišnim projektom Burton G. Tremaine, enim najbolj drznih stanovanjskih modelov Niemeyerja. Sredi vrtov Roberta Burleja Marxa je bil odprt načrt v Montecitu v Kaliforniji ob Tihem oceanu. Februarja-aprila 1949 je Muzej sodobne umetnosti razstavljal  From Le Corbusier to Niemeyer: Savoye House - Tremaine House 1949 (od Le Corbusierja do Niemeyerja: Savoye House-Tremaine House 1949). Po mnenju muzeja »Tema te predstave temelji na knjigi Henryja Russella-Hitchcocka o Millerju (družbi) Zbirka abstraktne umetnosti, Slika v smeri arhitekture ...«. Leta 2010 je Berry Bergdoll, kustos pri MoMA, potrdil pomen razstave kot združevanja geometrijskih in organskih niti kmalu po drugi svetovni vojni. Hitchcockov esej v knjigi Painting toward architecture (Slikarstvo proti arhitekturi) je vseboval ilustracijo Niemeyerjevega oblikovanja, na povezani razstavi z 28 prizorišči pa je bil Burle-Marxov Design for a garden (Oblikovanje vrta) (1948) razstavljen v več predstavah, prav tako pa je bila tudi stenska slika iz Cerkve v Pampulhi.
Niemeyer je za ZDA izdelal zelo malo modelov, ker mu pripadnost Komunistični partiji običajno ni omogočala pridobitve vizuma. To se je zgodilo leta 1946, ko so ga povabili k poučevanju na Univerzi Yale, ko so ga njegova politična stališča stala vizuma. Leta 1953, pri 46 letih, je bil Niemeyer imenovan za dekana Harvardske fakultete za oblikovanje, vendar je zaradi njegovih političnih pogledov vlada ZDA zavrnila njegov vizum in mu je preprečila vstop v državo.
Leta 1950 je izšla prva knjiga o njegovem delu, ki je izšla v Združenih državah Amerike, The Work of Oscar Niemeyer (Delo Oscarja Niemeyerja) Stama Papadakija. To je bila prva sistematična študija njegove arhitekture, ki je pomembno prispevala k ozaveščanju o njegovem delu v tujini. Leta 1956 bi mu sledil Oscar Niemeyer: Works in Progress, istega avtorja. Do takrat je bil Niemeyer že samozavesten in je na mednarodni poti sledil svoji poti. Leta 1948 se je Niemeyer odmaknil od paraboličnih lokov, ki jih je zasnoval v Pampulhi, da bi nadalje raziskal svoj podpisni material, beton.
Niemeyerjevo formalno ustvarjalnost so primerjali s kiparji. V 1950-ih je čas intenzivne gradnje v Braziliji povzročil številna naročila. Yves Bruand  je poudaril, da mu je Niemeyerjev projekt gledališča ob ministrstvu za izobraževanje in zdravje iz leta 1948 omogočil razvoj besednjaka. Leta 1950 so ga prosili, naj oblikuje park Ibirapuera v Sao Paulu za praznovanje 400. obletnice mesta. Načrt, ki ga je sestavljalo več paviljonov s strehami, ki so povezane z ogromnim prostorom za oblikovanje, je bilo treba zaradi stroškov poenostaviti. Nastale zgradbe so bile posamezno manj zanimive, kar je pomenilo, da je učinek ansambla postal prevladujoče estetsko doživetje. Niemeyer je za projekt razvil stebre v obliki črke V, ki je za nekaj časa postal moden. Različica na to temo so bili stebri v obliki črke W, ki podpirajo stanovanjski kompleks Governador Juscelino Kubitschek (1951), dve veliki stavbi s približno 1000 stanovanji. Njegova zasnova je temeljila na Niemeyerjevi shemi za apartmajski hotel Quitandinha v Petrópolisu, ki je bil zasnovan eno leto prej, a nikoli realiziran. S 33 nadstropji in dolžino več kot 400 metrov naj bi vseboval 5700 živih enot skupaj s komunalnimi službami, kot so trgovine, šole itd., njegovo različico Corbusierjeve enote Unité d'Habitation.
Podoben program je bil realiziran v središču Sao Paula, v stanovanjski stavbi Copan (1953–66). Ta znamenitost predstavlja mikrokozmos raznolikega prebivalstva mesta. Zaradi svoje horizontalnosti, ki jo poudarja betonski brise-soleil, skupaj z dejstvom, da gre za stanovanjsko stavbo, je bil zanimiv pristop k priljubljenim stanovanjem, saj se je v 1950-ih začela suburbanizacija in so mestna središča zasedla predvsem podjetja, običajno zasedajo navpične "moške" stavbe, v nasprotju z Niemeyerjevim "ženskim" pristopom.  Leta 1954 je Niemeyer tudi zasnoval "stanovanjsko zgradbo Niemeyer" v Praça da Liberdade, Belo Horizonte. Popolnoma prosta oblika stavbe spominja na stekleni nebotičnik Miesa van der Roheja iz leta 1922, čeprav z veliko bolj materialnim občutkom kot zračen nemški. Tudi leta 1954 je Niemeyer v okviru istega trga zgradil knjižnico (Biblioteca Pública Estadual).
V tem obdobju je Niemeyer zgradil več stanovanj. Med njimi je bila vikend hiša za njegovega očeta v Mendesu (1949), razvita iz kokošnjaka, hiša Prudente de Morais Neto v Riu (1943–49), ki temelji na Niemeyerjevi prvotni zasnovi za Kubitschekovo hišo v Pampulhi, hiši za Gustava Capanema (1947) (minister, ki je naročil zgradbo Ministrstva za izobraževanje in zdravje), hišo Leonel Miranda (1952), ki ima dve spiralni rampi, ki omogočata dostop do prvega nadstropja z metulji, dvignjeni na poševnih pilotih. Te hiše so imele enako nagnjeno fasado, ki se uporablja pri oblikovanju Tremaine, kar je omogočalo dobro naravno razsvetljavo. Leta 1954 je zgradil znamenito hišo Cavanelas s kovinsko streho, podobno šotoru in ki je s pomočjo vrtov Burle Marxa popolnoma prilagojena njenemu gorskemu okolju. Vendar pa njegova mojstrovina stanovanjske (in arhitekture proste oblike) velja za hišo Niemeyer iz leta 1953 Canoas House. Hiša stoji na nagnjenem terenu s pogledom na ocean od daleč. Obsega dve nadstropji, od katerih je prva pod streho proste oblike, podprta s tankimi kovinskimi stebri. Bivalni prostori so v spodnjem nadstropju in so bolj tradicionalno razdeljeni. Zasnova izkorišča neravne terene, tako da hiša ne moti pokrajine. Čeprav je hiša izjemno primerna za svoje okolje, ni ušla kritikam. Niemeyer se je spomnil, da je Walter Gropius, ki je državo obiskal kot žirija na drugi razstavi bienala v Sao Paulu, trdil, da hiše ni mogoče množično proizvajati, na kar je Niemeyer odgovoril, da je bila hiša zasnovana v mislih zanj in za to določeno mesto, ne za splošno stanovanje. Za Henry-Russella Hitchcocka je bila hiša v Canoasu Niemeyerjeva najbolj ekstremna lirična izjava, ki je postavila ritem in ples kot antitezo uporabnosti.

#### Pričevanje
Leta 1953 je sodobna brazilska arhitektura, ki je bila hvaljena od Brazil Builds, postala tarča mednarodne kritike, predvsem racionalistov. Zlasti Niemeyerjevo arhitekturo je v intervjuju za revijo Manchete kritiziral Max Bill. Napadel je Niemeyerjevo uporabo proste oblike kot izključno dekorativno (v nasprotju z Reidyjevo Pedregulho hišo), njegovo uporabo stenskih muralov in individualistični značaj njegove arhitekture, »ki ji grozi nevarnost propadanja družbenega akademizma«. Niemeyerjeve V stebre je celo omalovaževal kot čisto estetsko.
Niemeyerjev prvi odgovor je bil zanikanje, nato pa je sledil protinapad, ki je temeljil na Billovem pokroviteljskem odnosu, zaradi česar ni mogel razmisliti o različnih družbenih in gospodarskih realnostih Brazilije in evropskih držav. Costa je tudi poudaril, da je brazilska (in Niemeyerjeva) arhitektura temeljila na nekvalificiranem delu, ki je omogočalo oblikovano arhitekturo, ki temelji na betonu in izraža tradicijo (brazilskih) graditeljev cerkva v nasprotju s (švicarskimi) graditelji ur.
Čeprav je bil sprejet slabo in je bil do neke mere pretiravanje, so Billove besede učinkovito opozorile na povprečno arhitekturo manj nadarjenih arhitektov, ki so uporabili Niemeyerjev besednjak na dekorativni način, ki ga je Bill kritiziral. Niemeyer je sam priznal, da je v določenem obdobju »opravljal preveč naročil, jih v naglici izvršil in zaupal improvizacijskim veščinam, za katere je verjel, da jih ima«. [33] Primer je stavba Califórnia (Edifício Califórnia) v Sao Paulu. Običajno ga je njegov ustvarjalec zanemaril in prikazuje V stebre, ki so tako dobro delovali v izoliranih stavbah in ustvarili drugačno obravnavo tega prostora brez potrebe po dveh ločenih strukturnih sistemih, kot je to storil Corbusier v Marseillu. Njegova uporaba v značilnem urbanem kontekstu je bila formalistična in je celo ogrozila strukturno logiko stavbe, saj je zahtevala veliko različnih velikosti podpor.
Berlinska razstava Interbau leta 1957 je Niemeyerju dala priložnost zgraditi primer svoje arhitekture v Nemčiji skupaj z možnostjo, da prvič obišče Evropo. Stik s spomeniki starega sveta je imel trajen vpliv na Niemeyerjeve poglede, za katere je zdaj verjel, da so popolnoma odvisni od njegovih estetskih lastnosti. Skupaj z njegovimi spoznanji, kako so netalentirani arhitekti škodovali brazilski arhitekturi, je to potovanje vodilo Niemeyerja do revizije njegovega pristopa, ki ga je objavil kot besedilo z imenom Depoimento v svoji reviji Módulo. Predlagal je poenostavitev, pri čemer je zavrgel več elementov, kot so brisi, kiparski stebri in šotori. Njegova arhitektura bi bila od takrat naprej čisti izraz strukture kot predstavitve trdnih volumnov. Spremenila se je tudi njegova metoda oblikovanja, ko ima estetski vpliv prednost pred programskimi funkcijami, saj zanj »ko oblika ustvarja lepoto, ima v lepoti svojo utemeljitev«.
Leta 1955 je Niemeyer pri 48 letih oblikoval Muzej sodobne umetnosti v Caracasu. Zasnova tega muzeja je bila materialna realizacija njegove revizije dela. Z namenom, da bi se dvignil z vrha pečine s pogledom na osrednji Caracas, je imel muzej obrnjeno piramido, ki je prevladovala in prevladala nad okolico. Neprozorna prizmatična stavba s svojimi stenami ni imela skoraj nobene povezave z zunanjostjo, čeprav je njen stekleni strop omogočal vstop naravne svetlobe. Za vzdrževanje svetlobnih pogojev ves dan je bil uporabljen elektronski sistem, ki ga je dopolnjeval z umetno svetlobo. Notranjost pa je bila bolj prepoznavno narejena v Niemeyerjevem načinu, pri čemer so pohodne rampe povezovale različne ravni in medetaža, izdelana kot plošča proste oblike, obešena na stropne tramove.
Ta estetska preprostost je dosegla vrhunec v njegovem delu v Brasílii, kjer lastnosti stavb izražajo samo njihovi strukturni elementi.

### Oblikovanje Brasílie
Juscelino Kubitschek je septembra 1956, kmalu po prevzemu brazilskega predsedovanja, obiskal Niemeyerja v hiši Canoas. Med vožnjo nazaj v mesto je politik z arhitektom govoril o svoji najbolj drzni shemi: »Zgradil bom novo prestolnico za to državo in želim, da mi pomagate [...] Oscar, tokrat gremo za izgradnjo glavnega mesta Brazilije.« 
Niemeyer je organiziral natečaj za postavitev nove prestolnice Brasília, zmagovalec pa je bil projekt njegovega starega mojstra in velikega prijatelja Lúcia Coste. Niemeyer je oblikoval stavbe, Lucio postavitev mesta.
V nekaj mesecih je Niemeyer zasnoval stanovanjske, poslovne in vladne stavbe. Med njimi so bili rezidenca predsednika (Palácio da Alvorada), poslanska zbornica, brazilski državni kongres, brazilska stolnica (hiperboloidna struktura), različna ministrstva. Gledano od zgoraj, je mogoče videti, da ima mesto elemente, ki se ponavljajo v vsaki stavbi in dosegajo formalno enotnost.
Za gradnjo Brasílie je ležala monumentalna kampanja za izgradnjo celotnega mesta v pustem središču države , stotine kilometrov od katerega koli večjega mesta. V zamisel Kubitscheka je Niemeyer med drugim vključeval spodbujanje industrije, povezovanje oddaljenih območij države, poseljevanje negostoljubnih regij in napredek v regiji, kjer je takrat obstajala samo reja živine. Niemeyer in Costa sta ga uporabila za preizkušanje novih konceptov urbanističnega načrtovanja: ulice brez tranzita, zgradbe, ki lebdijo s tal, podprte s stebri in omogočajo prost prostor pod njim prosto in integrirano z naravo.
Projekt je sprejel socialistično ideologijo: v Brasílii bi bila vsa stanovanja v lasti vlade in bi jih dali v najem zaposlenim. Brasília ni imela "plemenitejših" območij, kar pomeni, da bi si najvišji ministri in delavci delili isto stavbo. Mnogi od teh konceptov so drugi predsedniki z drugačnimi vizijami v poznejših letih prezrli ali spremenili. Brasília je bila zasnovana, zgrajena in odprta v štirih letih. Po zaključku je bil Niemeyer imenovan za vodjo fakultete za arhitekturo Univerze v Brasílii. Leta 1963 je postal častni član Ameriškega inštituta za arhitekte v ZDA; istega leta je prejel Leninovo nagrado za mir ZSSR.
Niemeyer in njegov prispevek k izgradnji Brasílie sta prikazana v francoskem filmu iz leta 1964 L'homme de Rio (Človek iz Ria), v katerem igra Jean-Paul Belmondo.
Leta 1964 se je pri 57 letih, potem ko ga je Abba Hushi, izraelski župan povabil, da načrtuje kampus Univerze v Haifi na gori Karmel, vrnil v povsem drugo Brazilijo. Marca je bil predsednik João Goulart, ki je nasledil predsednika Jânia Quadrosa leta 1961, odstavljen z vojaškim udarom. General Castelo Branco je prevzel oblast nad državo, ki je do leta 1985 ostala diktatura.
Leta 1987 je bila Brasilia vpisana na Unescov seznam svetovne dediščine. Niemeyer je prva oseba, ki je v življenju prejela takšno priznanje za eno od svojih del.

### Eksil in projekti v tujini
Niemeyerjeva politika ga je stala v času vojaške diktature. Njegova pisarna je bila oropana, sedež revije, ki jo je koordiniral, je bil uničen, stranke pa so izginile. Leta 1965 je dvesto profesorjev, med njimi tudi Niemeyer, odstopilo z univerze v Brasílii, da bi protestirali proti vladnemu ravnanju z univerzami. Istega leta je odpotoval v Francijo na razstavo v Louvre.
Naslednje leto se je Niemeyer preselil v Pariz. Leta 1962 je obiskal Tripoli v Libanonu za oblikovanje mednarodnega stalnega razstavnega centra. Kljub zaključku gradnje je začetek državljanske vojne leta 1975 v Libanonu zmotil njen začetek.
Odprl je pisarno na Elizejskih poljanah in našel kupce v različnih državah, zlasti v Alžiriji, kjer je oblikoval Univerzo za znanost in tehnologijo Houari Boumediene. V Parizu je ustanovil sedež Francoske komunistične partije, Place du Colonel Fabien, v Italiji pa založbe Mondadori. V Funchalu na Madeiri je oblikoval igralnico.
V Parizu je Niemeyer začel oblikovati pohištvo, ki ga je proizvajalo podjetje Mobilier International. Ustvaril je enostaven stol in otoman iz upognjenega jekla in usnja v omejenem številu za zasebne stranke. Kasneje, leta 1978, je ta stol in druge modele, vključno z ležalnikom "Rio", v Braziliji proizvajalo podjetje Tendo, nato Tendo Brasileira. Lahki stoli in otomani so bili iz ukrivljenega lesa in so bili postavljeni na sedež komunistične partije po vsem svetu. Podobno kot njegova arhitektura so tudi pohištveni modeli Niemeyerja obujali lepoto Brazilije, z oblinami, ki posnemajo žensko obliko in hribe v Riu de Janeiru.

### Pozno življenje in smrt
Brazilska diktatura je trajala do leta 1985. Pod vladavino Joãa Figueireda se je zmehčala in se postopoma obrnila k demokraciji. Takrat se je Niemeyer vrnil v svojo državo. V 1980-ih je naredil Memorial Juscelina Kubitscheka (1980), Panteon (Panteão da Pátria e da Liberdade Tancredo Neves, 1985) in Memorial Latinske Amerike (1987) (za londonski Independent je opisal kot »nekoherentna in vulgarna gradnja«). Spominska skulptura predstavlja ranjeno roko, katere rana krvavi v obliki Srednje in Južne Amerike. Leta 1988 je Niemeyer pri 81 letih prejel Pritzkerjevo nagrado za arhitekturo, najprestižnejšo arhitekturno nagrado. Od leta 1992 do 1996 je bil Niemeyer predsednik Komunistične partije Brazilije (PCB). Kot vseživljenjski aktivist je bil Niemeyer močna javna oseba, ki jo je bilo mogoče povezati s stranko v času, ko se je zdelo, da je po razpadu ZSSR na robu smrti. Čeprav ni bil politično aktiven, je njegova podoba stranki pomagala preživeti krizo po razpadu leta 1992 in ostati politična sila na nacionalnem prizorišču, kar je sčasoma privedlo do njene prenove. Zamenjal ga je Zuleide Faria de Mello leta 1996. Zasnoval je še najmanj dve stavbi v Brasilii, Memorial dos Povos Indigenas ("Spomenik domorodnim prebivalcem") in Catedral militar, Igreja de N.S. da Paz. Leta 1996, v starosti 89 let, je bil odgovoren za oblikovanje Muzeja sodobne umetnosti Niterói v Niteróiju, mestu ob Riu de Janeiru. Konzolne stavbe visijo s čiste stene s pogledom na zaliv Guanabara in mesto Rio de Janeiro.
Niemeyer je svoj studio v Riu de Janeiru vzdrževal do 21. stoletja. Leta 2002 so v mestu Curitiba v Parani odprli muzejski kompleks Oscarja Niemeyerja. Leta 2003, pri 96 letih, je bil Niemeyer poklican, da oblikuje poletni paviljon Serpentine Gallery v londonskem Hyde Parku, galerijo, ki vsako leto povabi slavnega arhitekta, ki še nikoli ni zgradil v Veliki Britaniji, da oblikuje to začasno strukturo. Pri 100 letih je bil še vedno vključen v različne projekte, predvsem skulpture in prilagoditve prejšnjih del. Na 100. rojstni dan mu je ruski predsednik Vladimir Putin podelil Red prijateljstva.
Hvaležen za nagrado umetnosti Princese de Asturias, prejeto leta 1989, je ob 25. obletnici podelitve sodeloval z donacijo Asturiji za oblikovanje kulturnega centra. Mednarodni kulturni center Oscarja Niemeyerja (v Španiji znan tudi kot Centro Niemeyer), stoji v Avilésu in je bil odprt leta 2011. Januarja 2010 so v Ravellu v Italiji na obali Amalfija uradno odprli Avditorij Oscar Niemeyer Ravello. Idejno zasnovo, risbe, model, skice in besedilo avditorija je izdelal Niemeyer leta 2000 in dokončal pod vodstvom svojega prijatelja, italijanskega sociologa Domenica de Masija. Projekt je bil zamujen več let zaradi ugovorov, ki izhajajo iz njegove zasnove, umestitve in jasne razlike od lokalne arhitekture; projekt je imel od ustanovitve težave in je bil eno leto zaprt.
Ko je dosegel 100 let, je bil Niemeyer redno hospitaliziran. Leta 2009 je po štiri tedenski hospitalizaciji za zdravljenje žolčnih kamnov in črevesnega tumorja dejal, da je hospitalizacija »zelo osamljena stvar; moral sem biti zaposlen, ostati v stiku s prijatelji, vzdrževati ritem življenja«. Njegova hči in edini otrok, Anna Maria, je junija 2012, stara 82 let, umrla zaradi emfizema.  Niemeyer je 5. decembra 2012 v bolnišnici Samaritano v Riu de Janeiru umrl zaradi srčno -dihalnega zastoja. Pred smrtjo je bil hospitaliziran z okužbo dihal.
BBC-jeva osmrtnica o Niemeyerju je navedla, da je »zgradil nekaj najbolj presenetljivih stavb na svetu - monumentalne, ukrivljene betonske in steklene konstrukcije, ki skorajda kljubujejo opisu«, kar ga opisuje kot »enega najbolj inovativnih in drznih arhitektov v zadnjih 60 letih«. Washington Post je dejal, da je »splošno veljal za najpomembnejšega latinskoameriškega arhitekta prejšnjega stoletja«.
- Muzej sodobne umetnosti Niterói, Brazilija
- Muzej Oscarja Niemeyerja (NovoMuseu), Curitiba, Brazilija
- Brazilski narodni muzej, Brasília, Brazilija
- Estação Cabo Branco, João Pessoa, Paraíba, Brazilija
- Kulturni center Oscarja Niemeyerja, Avilés, Asturija, Španija
- Stolp Natal City Park, Natal, Brazilija

## Zapuščina
Od leta 1984 karnevalska parada v Rio de Janeiru poteka na Sambadromu, ki ga je zasnoval Oscar Niemeyer. Leta 2003 je šola Unidos de Vila Isabel Samba proslavila življenje Niemeyerja na svoji pustni povorki. To je bilo prvič, da se je Vila Isabel poklonila živi zgodovinski osebnosti. Tematsko pesem parade – O Arquiteto no Recanto da Princesa - je sestavil brazilski pevec Martinho da Vila.
Projekti Oscarja Niemeyerja so bili tudi glavni vir navdiha za francoskega slikarja Jacquesa Benoita. Leta 2006 je Benoit v Parizu predstavil serijo slik z naslovom Tri sledi Oskarja, s katero se je poklonil zapuščini Niemeyerja v Franciji. Jubilejna komisija Brasilia je leta 2010 izbrala Benoitova dela za razstavo, ki je obeležila 50 -letnico mesta. Razstava – Brasilia. Flesh and Soul - prikazanih 27 platen, razdeljenih v tri serije, vse navdihnjene z arhitekturno pokrajino Brasilie in zgodovino njene gradnje.
Malo pred Niemeyerjevo smrtjo leta 2012 je umetnica Sarah Morris posnela Niemeyerja v svoji pisarni za njen film Rio iz leta 2012.
Leta 2013, kmalu po Niemeyerjevi smrti, so se brazilski ulični umetnik Eduardo Kobra in štirje drugi slikarji poklonili arhitektu z ogromno poslikavo, ki pokriva celotno stran nebotičnika na aveniji Paulista v finančni četrti Sao Paula. Umetniško delo navdihuje Niemeyerjeva arhitektura, njegova ljubezen do betona in Le Corbusier.
Niemeyer je predstavljen v filmu Urbanized, ki razpravlja o njegovem oblikovalskem procesu in arhitekturni filozofiji.
Med poklonom Oscarju Niemeyerju 15. decembra 2012 (to bi bil njegov 105. rojstni dan) je državljansko gibanje izdalo Sentimiento Niemeyer v Centru Niemeyer v Španiji. Verze so napisali različni ljudje prek dogodka na Facebooku, glasbeniki pa so jih sestavili. Pesem je bila izdana pod licenco Creative Commons (pripisovanje, neprofitna, brez variacij), tako da so lahko drugi izvajalci, ki delijo občutek po vsem svetu, sami ustvarili svojo skladbo, obdržali melodijo in prevedli besedilo.
Julija 2015 je Muzej sodobne umetnosti Tokio (MoT) organiziral prvo veliko retrospektivo Niemeyerja na Japonskem, ki jo je kuriral Yuko Hasegawa v sodelovanju s Kazuyo Sejima in Ryue Nishizawa iz SANAA. 

## Odlikovanja in nagrade
- Član Ameriške akademije znanosti in umetnosti (1949)
- Medalja Reda za zasluge za delo (Brazilija, 1959)
- Mednarodna Leninova nagrada za mir (1963)
- Zlati lev beneškega bienala (Italija, 1963)
- Častni član Ameriškega inštituta za arhitekte (1963)
- Častni član Nacionalnega inštituta za umetnost in književnost (ZDA, 1964)
- Premio Benito Juarez ob stoletnici mehiške revolucije (1964)
- Médaille Joliot-Curie (1965)
- Piece for strings, brass, pianos švicarskega avantgardnega skladatelja Hermanna Meierja posvečen Niemeyerju (1967)
- Vitez Legije časti (Chevalier de la Légion d'Honneur) (Francija, 1970)
- Poveljnik reda princa Henrika (Portugalska, 3. marec 1975)
- Nagrada Lorenca Veličastnega Mednarodne medicinske akademije (Italija, 1980)
- Poveljnik reda umetnosti in književnosti (Ordre des Arts et des Lettres) (Francija, 1982)
- Častni član Akademije umetnosti ZSSR (1983)
- Pritzkerjeva nagrada za arhitekturo (1988) (z Gordonom Bunshaftom)
- Nagrade Princesa de Asturias (1989)
- Častni doktor Univerze v Braziliji (1989)
- Odporniška medalja Chico Mendes (1989)
- Zlata medalja Akademije arhitektov v Barceloni (1990)
- Vitez poveljnik reda svetega Gregorja Velikega, ki ga je podelil papež Janez Pavel II (1990)
- Veliki križ reda svetega Jakoba meča (Portugalska, 26. november 1994)
- Častni doktorat Univerze v Sao Paulu (1995)
- Doktor Honoris Causa z Zvezne univerze Minas Gerais (1995)
- Red Saurí, 1. razred (Dominikanska republika, 1996)
- Zlati lev na Beneškem bienalu, VI mednarodna arhitekturna razstava (Italija, 1996)
- Kraljevska zlata medalja Kraljevskega inštituta britanskih arhitektov (1998)
- Red solidarnosti (Kuba, 2001)
- Medalja Darcy Ribeiro za zasluge (Državni odbor za izobraževanje zvezne države Rio de Janeiro, 2001)
- Nagrada Unesca v kategoriji kultura (2001)
- Velika častnica Reda za zasluge v poučevanju in kulturi Gabriela Mistral (Ministrstvo za izobraževanje Čila, 2001)
- "20th century architect" (Vrhovni svet Inštituta za arhitekte Brazilije, 2001)
- Nagrada Konex (Argentina, 2002)
- Praemium Imperiale (Japonska, 2004)
- Avstrijsko odlikovanje za znanost in umetnost (2005)
- Zavetnik brazilske arhitekture, razglašen z zakonom št. 11,117 z dne 18. maja 2005
- Red za kulturne zasluge (Brazilija, 2007)
- Poveljnik Legije časti (Commandeur de la Légion d'Honneur) (Francija, 2007)
- Red prijateljstva (Rusija, 2007)
- Medalja marksistično-lenjinistične komunistične partije Oskarja Niemeyerja (2007)
- ALBA Arts Award (Venezuela, 2008), Kuba, Bolivija, Nikaragva
- Red umetnosti in literature Španije (6. november 2009)
- Doktor Honoris Causa s Tehniške univerze v Lizboni (2009)